# Виробництво кави в Таїланді

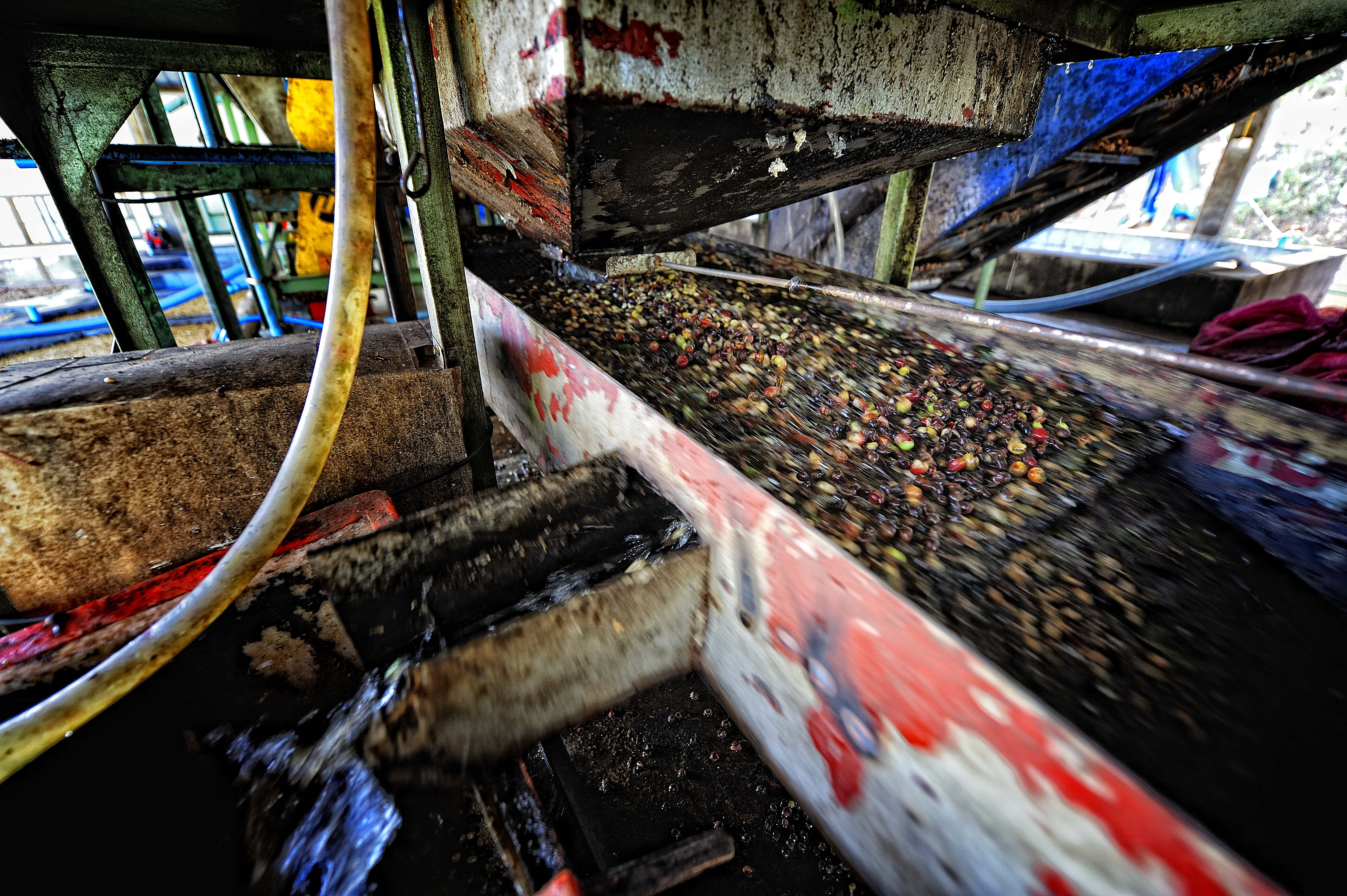
Виробництво кави, Дой Чанг, Таїланд.

Станом на 2014 рік Таїланд (колишній Сіам) є одним із 25 найкращих виробників кави у світі, але його статус країни-виробника кави не був широко відомий. Таїланд традиційно виробляв переважно робусту для промислового використання, але країна швидко перейшла і на вирощування арабіки та вишуканої кави робусти. Таїландська кава є унікальною тим, що експортується у дуже незначній кількості і більша частина залишається в країні для внутрішнього споживання. Існує бурхлива екосистема спеціальної кави, де симбіотично співіснують фермери, обсмажувачі, кафе та споживачі.  Його часто розглядають як приклад діючої кавової екосистеми для походження, де вироблена кава є стійкою як з економічної, так і з екологічної точки зору.

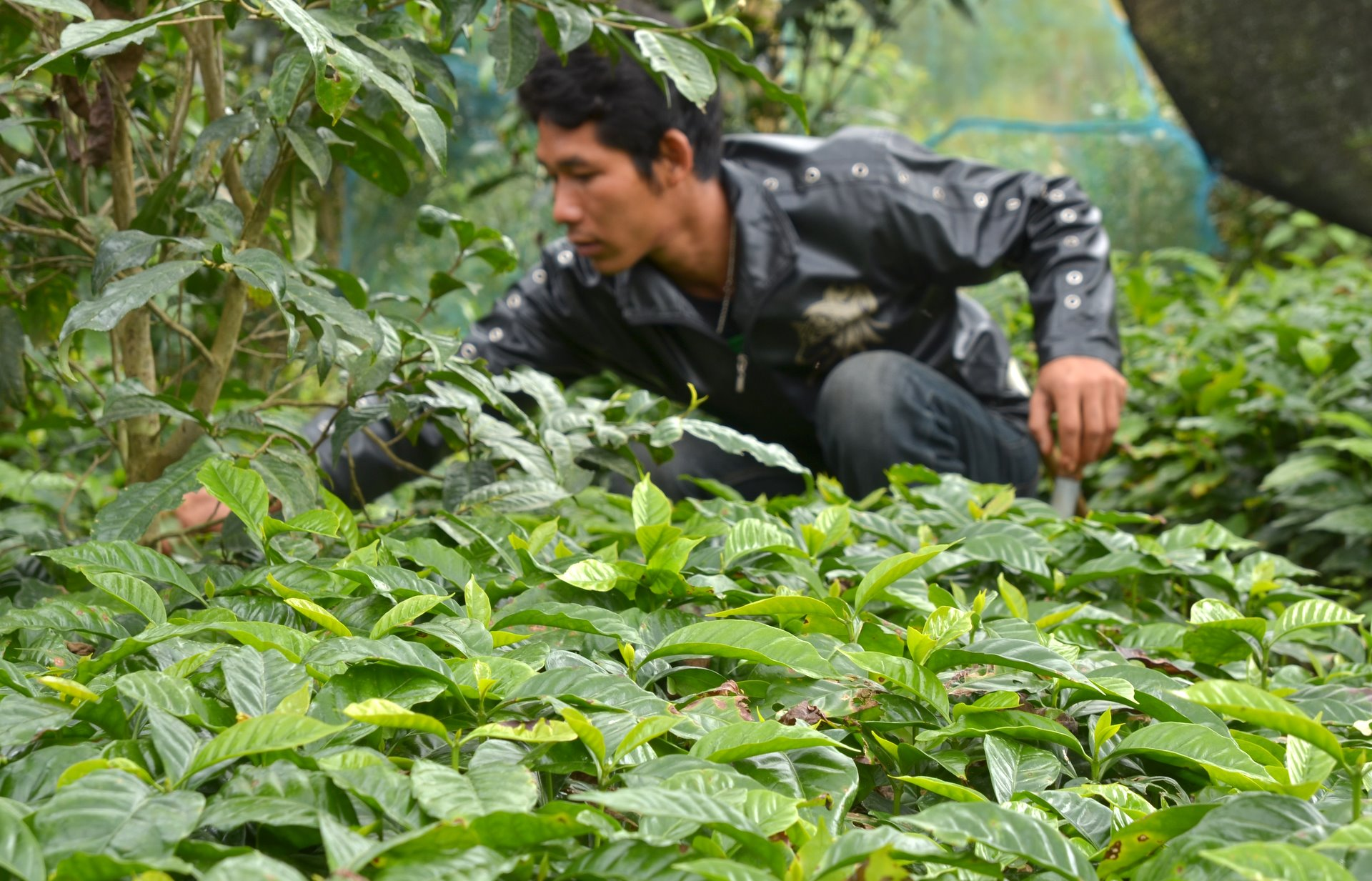
Розплідник кави, район Ме Чан, провінція Чіанграй, Таїланд.

## Історія
У Таїланді каву почали вирощувати відносно пізно. У 1970-х роках король Пхуміпон Адульядет запустив серію проєктів з виробництва кави на півночі, щоб допомогти місцевим громадам вирощувати товарні культури, як альтернативу вирощуванню опіумного маку. У 1976 році Таїланд став експортером кави.

## Виробництво
Загалом арабіку вирощують на півночі Таїланду, а робусту — на півдні.
Місцевий клімат Таїланду досить відрізняється через протяжність країни з півдня на північ. Північні та високогірні штати Чіангмай, Чіанграй та Мехонгсон спеціалізуються на арабіці, маючи середньоденну температуру між +18 та +28 °С, опадами між 1200 та 1500 мм на рік й прийнятними висотами між 0,7 та 1,4 км над рівнем моря. Прагнучи зберегти природу фермери не вирубують дерева під плантації кави, а висаджують їх для вирощування затіненим методом. Ферми у цих штатах видають відмінний продукт для обсмажування під молоко та обсмажування під еспресо. Часті різновиди ягід тут — катурра та катуаї. Вся елітна кава вирощується лише у цих 3 штатах.
Більш південні штати Канчанабурі, Крабі, Сураттані, Пангнга, Ранонг, Чумпон та Наконсітаммарат спеціалізуються на робусті, оскільки в них досить жарко, мало опадів і їх розподіл за роком припадає в основному на сезон дощів, що для арабіки майже згубно. Найбільша частина місцевого продукту йде на виготовлення розчинної кави та купажів арабіки та робусти, як у країні, так й за кордоном (на експорт йде приблизно 5% кави, що вирощується у країні, через внутрішнє споживання близько 200 чашок на душу населення на рік). Температурні перепади тут можуть бути від +20 до +45 °С, тому саме ці штати (всі вони з береговою лінією, за винятком Канчанабурі) залучають туристів у країну. Лонгстеєри (люди, які довго живуть на одному місці в чужій країні і які найчастіше не працюють у ній офіційно), наприклад, прагнуть приїхати у Крабі, Сураттані та Наконсітаммарат, але перші два штати не підходять тим, хто не переносить величезну вологість.
Робуста становить близько 45 % від загального обсягу виробництва кави, однак останніми роками її плантації скорочуються — багато фермерів переходять на олійну пальму та каучук. Робусту збирають здебільшого методом стриппінгу, а потім сушать природним шляхом на патіо та продають кільком заводам з виробництва розчинної кави в Таїланді. Зерна обробляють переважно натуральним методом, однак багато фермерів експериментують і застосовують інші способи, наприклад, кенійську обробку або хані.
Четверта частина робусти призначена для внутрішнього споживання у вигляді розчинної, смаженої, порошкоподібної та консервованої кави.
У 2015 році два види кави, Doi Tung і Doi Chang, отримали статус захищеного позначення походження (PDO) від Європейського Союзу. Це позначення можна порівняти з тим, що присвоюється «Шампанському», «Пармській шинці» або «Бордо».
Зараз на півночі Таїланду вирощується близько 10 000 тонн арабіки і приблизно 30 000 тонн робусти. Виробництво кави в північному прикордонному регіоні з Бірмою та Лаосом, відомому як (Золотий трикутник). Кава арабіка – хороший сорт, так як його врожайність приносить прибуток всім категоріям фермерів. Органічна кава вважається придатною для вирощування у високогір’ї з діапазоном висоти від 800 до 2600 метрів над рівнем моря. Каву вирощують як у затінених місцях, так і на відкритих сонячних ділянках. Проміжне посівування також практикується на пагорбах разом із плодовими деревами. 
Імпортні тарифи на каву в Таїланді є другими в світі, тому для кав’ярень дорого коштує продавати зерна з-за кордону. Більш імовірно, що Бразилія, Колумбія чи Ефіопія будуть зустрічатися в купажі разом із тайською кавою, а не як одне походження.